# Philadelphia Big 5
La Philadelphia Big 5 es una asociación informal de universidades de la ciudad de Filadelfia, Pensilvania, en los Estados Unidos de América. No es una conferencia, de hecho las cinco universidades son miembros de tres conferencias diferentes: la Atlantic 10, la Big East y la Ivy League.
Las cinco universidades que componen el Big 5 son Pennsylvania, La Salle, Saint Joseph's, Temple y Villanova. Cuatro de ellas están dentro o limitando la ciudad de Filadelfia (el campus de Saint Joseph's rebasa los límites de la ciudad). La quinta, Villanova, se encuentra en el barrio de la periferia de Main Line.

## Historia
La Big 5 se formó en 1955 para mostrar el talento baloncestístico de la ciudad y para ayudad a pagar los gastos de mantenimiento de la Palestra, donde se comenzaron a disputar los enfrentamientos. Todos los equipos estuvieron de acuerdo en ceder su porcentaje de taquilla para tal causa, dada la rivalidad existente entre las cinco universidades.
Históricamente, la competición se desarrollaba en un sistema de todos contra todos, cuando todas las universidades no formaban parte de conferencia alguna. Sin embargo, dados los grandes cambios estructurales del deporte universitario estadounidense en los años 70, uniéndose a diferentes conferencias, dio lugar a que en 1991 se cambiara el formato y el ganador se dilucidaba entre los posibles partidos de temporada oficial que ocurrían entre los cinco equipos. el sistema de todos contra todos se reinstauró en 1999, y permanece hasta nuestros días.
Cada año, el Herb Good Basketball Club selecciona el mejor quinteto del torneo, así como el mejor entrenador y el mejor jugador de la competición, que reciben el Trofeo Robert V. Geasey.

## Palmarés
Los equipos de la Big 5 se enfrentan todos contra todos a un único partido, un total de cuatro por universidad. Desde 1956, en tres ocasiones ha sucedido que haya un quíntuple empate entre todas ellas. Ocurrió en 1981, 1992 y 1998

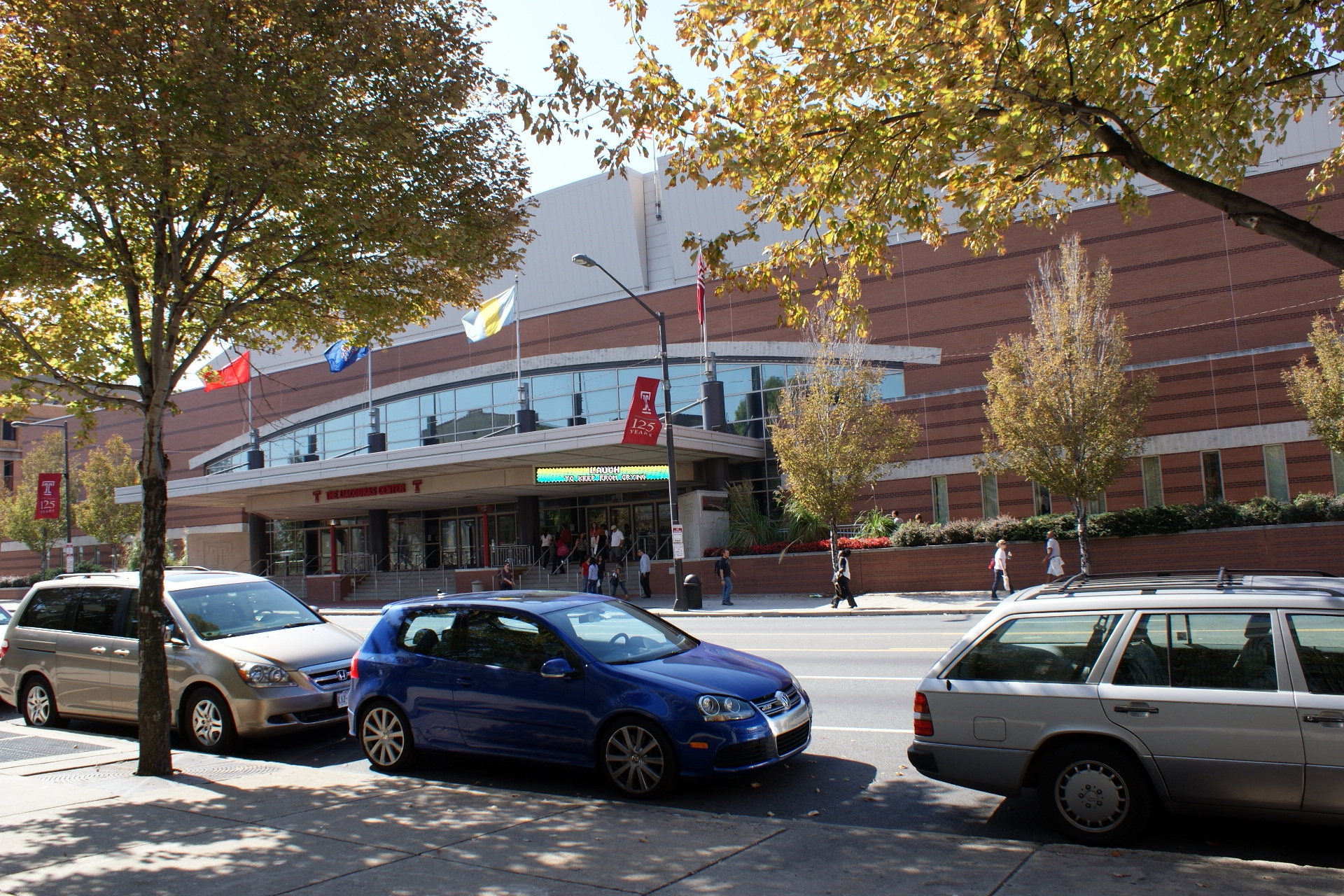
Exterior del Liacouras Center en el campus de la Universidad de Temple.

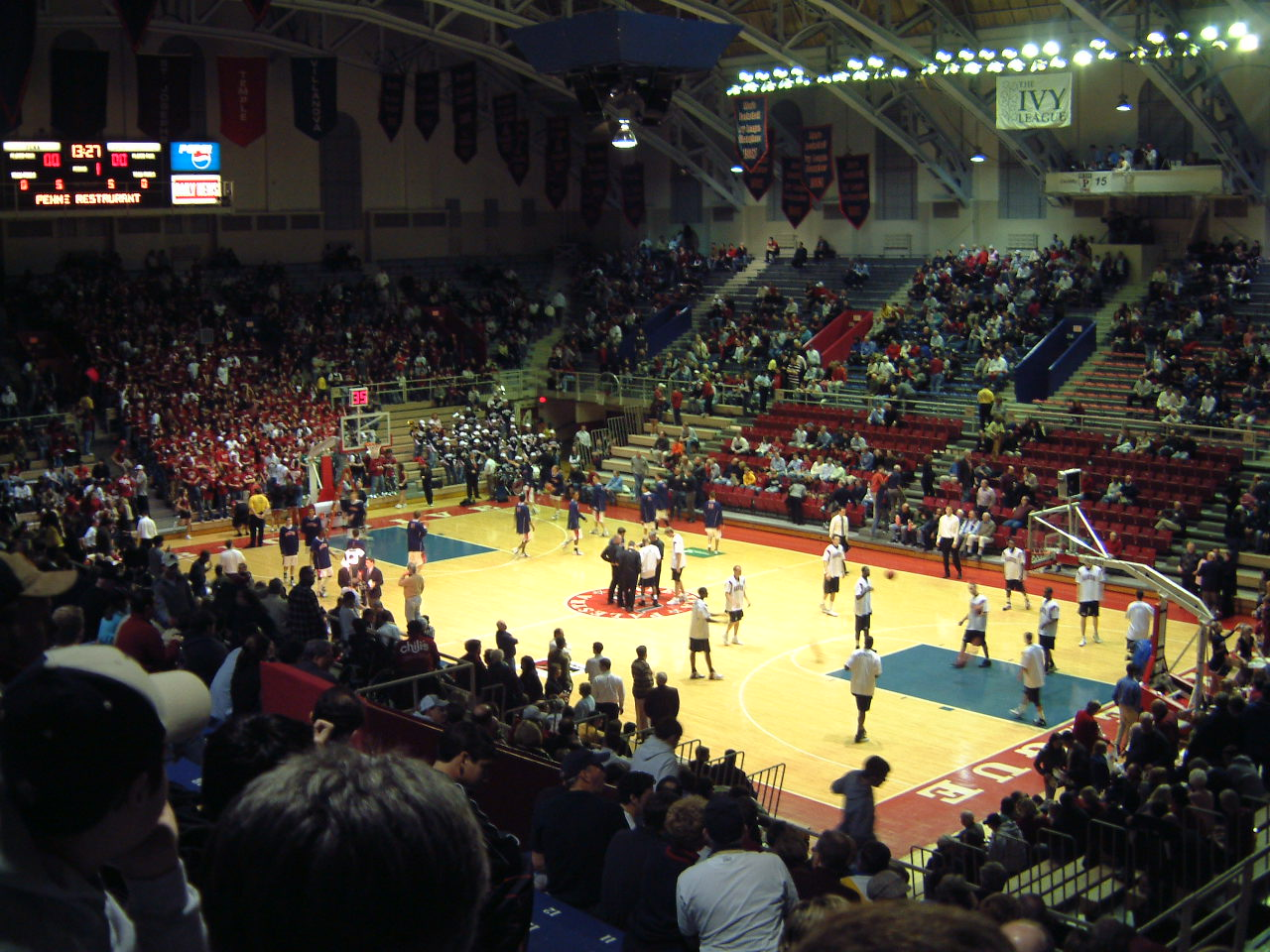
Interior de la Palestra previo a un partido entre St. Joe's y Penn.

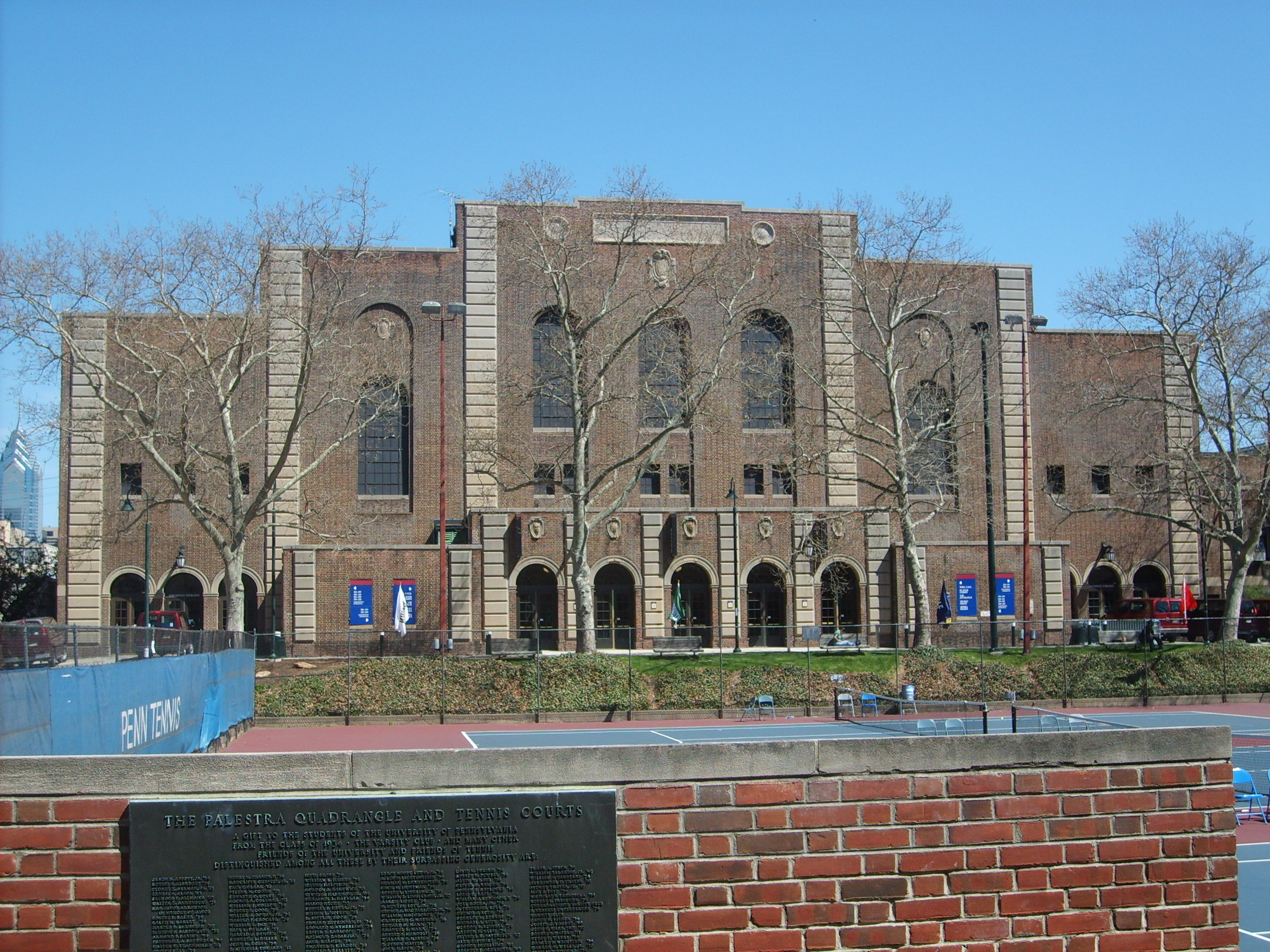
The Palestra fue durante mucho tiempo sede de todos los partidos del torneo.

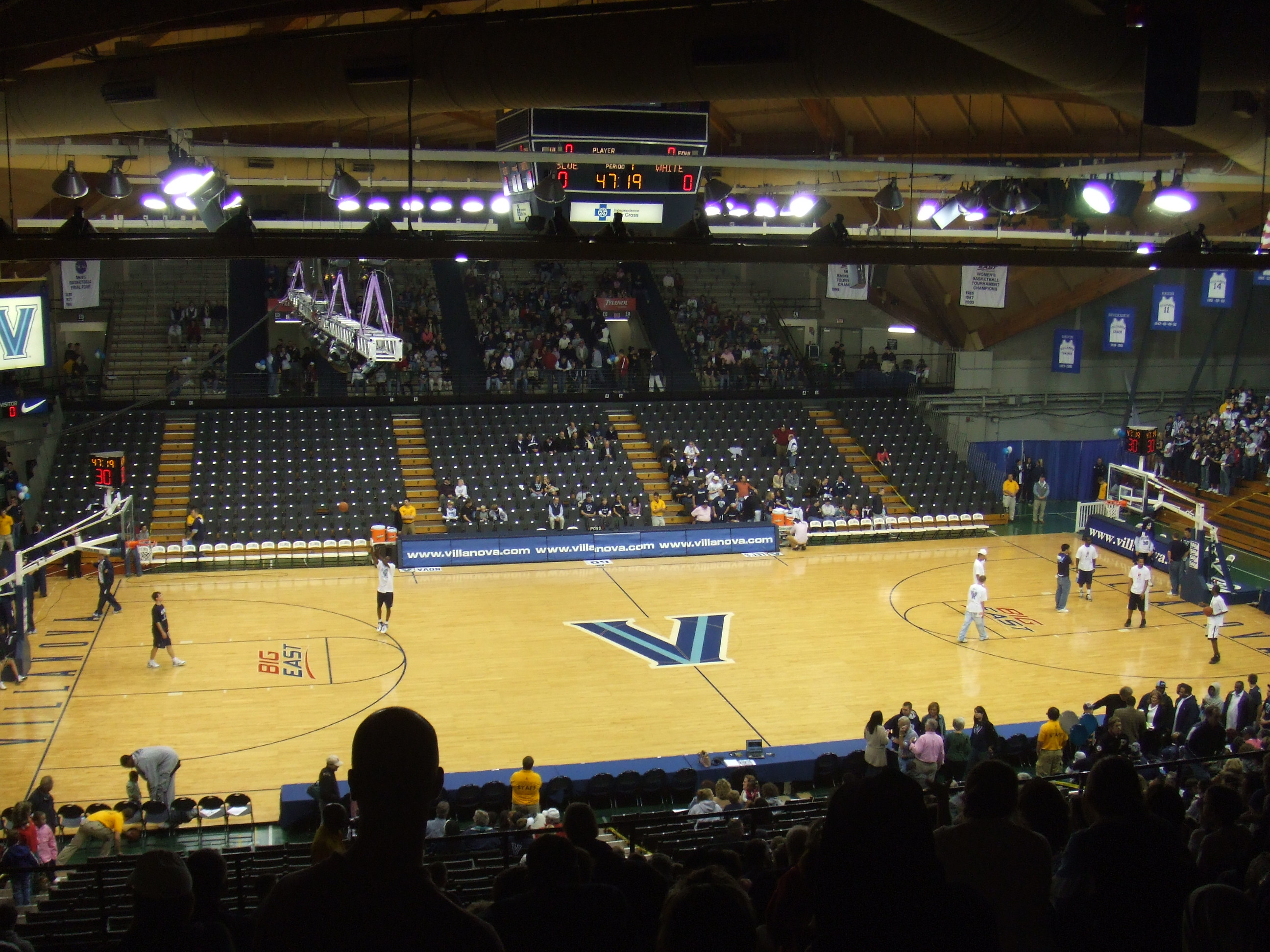
Interior del The Pavilion en Villanova.

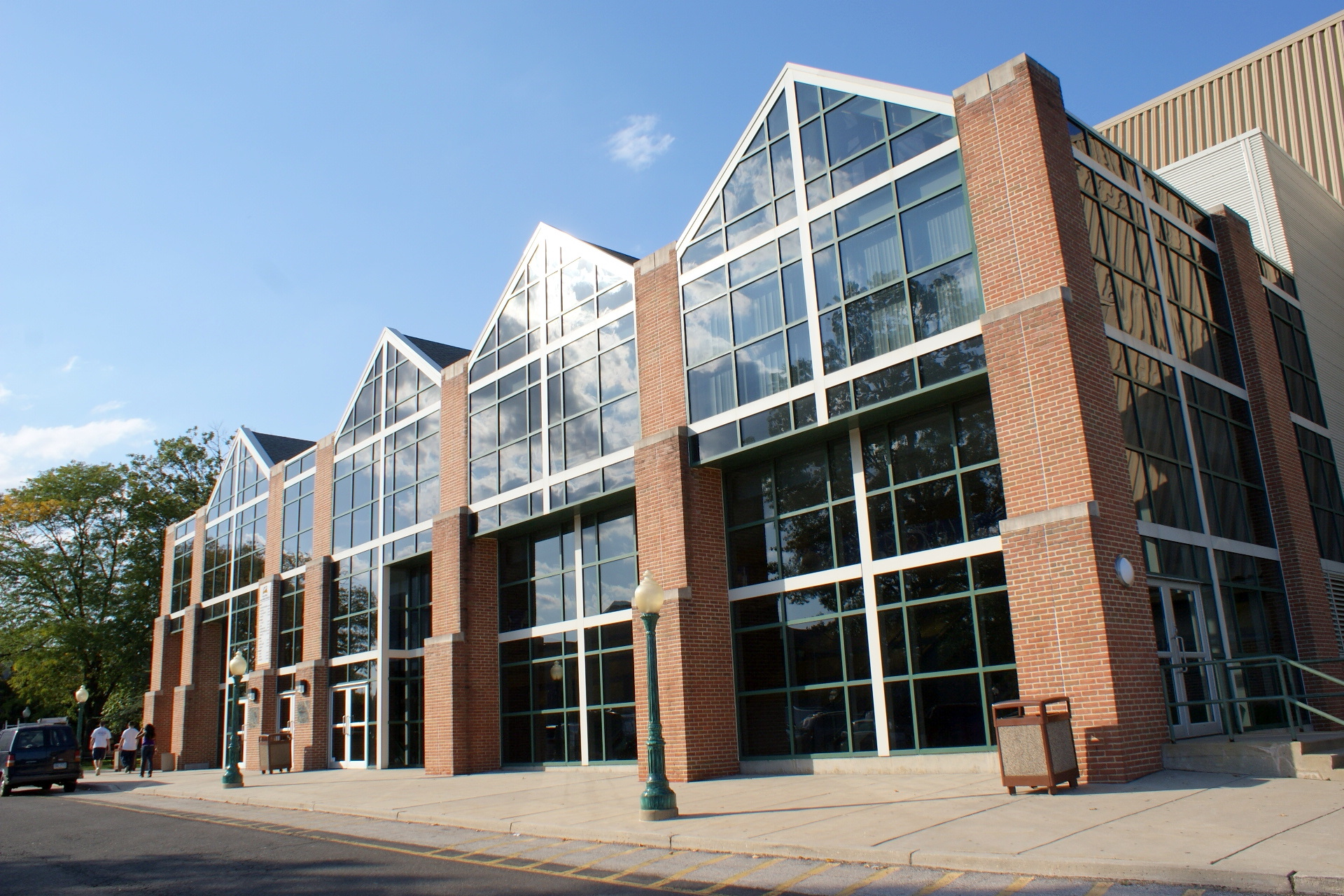
El Tom Gola Arena, pabellón de La Salle.

|           | Ganador único                              |
|           | Ganadores compartidos                      |
| Equipo(#) | Denota el total de títulos hasta esa fecha |

| Temporada | Campeón(es)                                                                    | Balance     |
| --------- | ------------------------------------------------------------------------------ | ----------- |
| 1955–56   | Saint Joseph's (1)                                                             | 4–0         |
| 1956–57   | La Salle (1) Saint Joseph's (2) Temple (1)                                     | 3–1         |
| 1957–58   | Temple (2)                                                                     | 4–0         |
| 1958–59   | Saint Joseph's (3)                                                             | 4–0         |
| 1959–60   | Saint Joseph's (4) Villanova (1)                                               | 3–1         |
| 1960–61   | Saint Joseph's (5)                                                             | 4–0         |
| 1961–62   | Villanova (2)                                                                  | 4–0         |
| 1962–63   | Pennsylvania (1) Villanova (3)                                                 | 3–1         |
| 1963–64   | La Salle (2)                                                                   | 3–1         |
| 1964–65   | Saint Joseph's (6)                                                             | 4–0         |
| 1965–66   | Saint Joseph's (7)                                                             | 4–0         |
| 1966–67   | Villanova (4)                                                                  | 4–0         |
| 1967–68   | Saint Joseph's (8)                                                             | 3–1         |
| 1968–69   | La Salle (3)                                                                   | 4–0         |
| 1969–70   | Pennsylvania (2)                                                               | 4–0         |
| 1970–71   | Pennsylvania (3)                                                               | 4–0         |
| 1971–72   | Pennsylvania (4) Temple (3)                                                    | 3–1         |
| 1972–73   | Pennsylvania (5)                                                               | 4-0         |
| 1973–74   | Pennsylvania (6)                                                               | 4–0         |
| 1974–75   | La Salle (4)                                                                   | 4–0         |
| 1975–76   | Saint Joseph's (9) Villanova (5)                                               | 3–1         |
| 1976–77   | Pennsylvania (7) Temple (4)                                                    | 3-1         |
| 1977–78   | Temple (5) Villanova (6)                                                       | 3–1         |
| 1978–79   | Pennsylvania (8) Temple (6)                                                    | 3–1         |
| 1979–80   | Saint Joseph's (10)                                                            | 4–0         |
| 1980–81   | La Salle (5) Pennsylvania (9) St. Joseph's (11) Temple (7) Villanova (7)       | 2–2         |
| 1981–82   | Saint Joseph's (12) Temple (8)                                                 | 3–1         |
| 1982–83   | Villanova (8)                                                                  | 3–1         |
| 1983–84   | La Salle (6) Temple (9)                                                        | 3–1         |
| 1984–85   | Villanova (9)                                                                  | 4–0         |
| 1985–86   | Saint Joseph's (13) Temple (10)                                                | 3–1         |
| 1986–87   | Temple (11)                                                                    | 4–0         |
| 1987–88   | Temple (12)                                                                    | 4–0         |
| 1988–89   | La Salle (7) Temple (13)                                                       | 3–1         |
| 1989–90   | La Salle (8)                                                                   | 4–0         |
| 1990–91   | Saint Joseph's (14) Temple (14)                                                | 3–1         |
| 1991–92   | La Salle (9) Pennsylvania (10) Saint Joseph's (15) Temple (15) Villanova (10)  | 1–1         |
| 1992–93   | Temple (16)                                                                    | 2–0         |
| 1993–94   | Pennsylvania (11) Temple (17)                                                  | 2–0         |
| 1994–95   | Saint Joseph's (16) Temple (18)                                                | 2–0         |
| 1995–96   | Temple (19)                                                                    | 2–0         |
| 1996–97   | Temple (20) Villanova (11)                                                     | 2–0         |
| 1997–98   | La Salle (10) Pennsylvania (12) Saint Joseph's (17) Temple (21) Villanova (12) | 1–1         |
| 1998–99   | Villanova (13)                                                                 | 2–0         |
| 1999–00   | Temple (22) Villanova (14)                                                     | 3–1         |
| 2000–01   | Villanova (15)                                                                 | 4–0         |
| 2001–02   | Pennsylvania (13)                                                              | 4–0         |
| 2002–03   | Saint Joseph's (18)                                                            | 4–0         |
| 2003–04   | Saint Joseph's (19)                                                            | 4–0         |
| 2004–05   | Temple (23) Villanova (16)                                                     | 3–1         |
| 2005–06   | Villanova (17)                                                                 | 4–0         |
| 2006–07   | Villanova (18)                                                                 | 4–0         |
| 2007–08   | Temple (24) Villanova (19)                                                     | 3–1         |
| 2008–09   | Villanova (20)                                                                 | 4–0         |
| 2009–10   | Temple (25)                                                                    | 4–0         |
| 2010–11   | Villanova (21)                                                                 | 4–0         |
| 2011–12   | Saint Joseph's (20) Temple (26)                                                | 3–1         |
| 2012–13   | La Salle (11) Temple (27)                                                      | 3–1         |
| 2013–14   | Villanova (22)                                                                 | 4–0         |
| 2014–15   | Villanova (23)                                                                 | 4–0         |
| 2015–16   | Villanova (24)                                                                 | 4–0         |
| 2016–17   | Villanova (25)                                                                 | 4–0         |
| 2017–18   | Villanova (26)                                                                 | 4–0         |
| 2018–19   | Pennsylvania (14)                                                              | 4–0         |
| 2019–20   | Villanova (27)                                                                 | 4–0         |
| 2020–21   | Sin ganador                                                                    | Sin ganador |
| 2021–22   | Villanova (28)                                                                 | 3–0         |
| 2022–23   | Temple (28) Villanova (29)                                                     | 3–1         |
| 2023–24   | Saint Joseph's (21)                                                            | 3–0         |
| 2024–25   | Saint Joseph's (22)                                                            | 3–0         |

1. ↑  Dean Kenefick, director atlético asociado senior de Villanova, declaró: "No hubo un campeón oficial del Big 5 para la temporada 2020-21."
2. ↑  El partido de Villanova contra Temple cancelado debido al brote de COVID-19 en el programa de Temple.
3. ↑  Saint Joseph's derrotó a Temple 74–65 en el Big 5 Classic
4. ↑  Saint Joseph's derrotó a La Salle 82–68 en el Big 5 Classic

### Más campeonatos
|   | Universidad    | Campeonatos | Años campeón |
| - | -------------- | ----------- | --- |
| 1 | Villanova      | 29          | 1959-60*, 1961-62, 1962-63*, 1966-67, 1975-76*, 1977-78*, 1980-81*, 1982-83, 1984-85, 1991-92*, 1996-97*, 1997-98*, 1998-99, 1999-00*, 2000-01, 2004-05*, 2005-06, 2006-07, 2007-08*, 2008-09, 2010-11, 2013-14, 2014-15, 2015-16, 2016-17, 2017–18, 2019–20, 2021–22, 2022–23* |
| 2 | Temple         | 28          | 1956-57*, 1957-58, 1971-72*,1976-77*, 1977-78*, 1978-79*, 1980-81*, 1981-82*, 1983-84*, 1985-86*, 1986-87, 1987-88, 1988-89*, 1990-91*, 1991-92*,1992-93, 1993-94*, 1994-95*, 1995-96, 1996-97*, 1997-98*, 1999-00*, 2004-05*, 2007-08*, 2009-10, 2011-12*, 2012-13*, 2022–23*  |
| 3 | Saint Joseph's | 22          | 1955-56, 1956-57*, 1958-59, 1959-60*, 1960-61, 1964-65, 1965-66, 1967-68, 1975-76*, 1979-80, 1980-81*, 1981-82*, 1985-86*, 1990-91*, 1991-92*, 1994-95*, 1997-98*, 2002-03, 2003-04, 2011-12*, 2023-24, 2024-25                                                                 |
| 4 | Pennsylvania   | 14          | 1962-63*, 1969-70, 1970-71, 1971-72*, 1972-73, 1973-74, 1976-77*, 1978-79*, 1980-81*, 1991-92*, 1993-94*, 1997-98*, 2001-02, 2018–19 |
| 5 | La Salle       | 11          | 1956-57*, 1963-64, 1968-69, 1974-75, 1980-81*, 1983-84*, 1988-89*, 1989-90, 1991-92*, 1997-98*, 2012-13* |

* - campeonato compartido

Empate entre los 5 equipos